# 佐藤圭太
佐藤 圭太（さとう けいた、1991年7月26日 - ）は、日本のパラ陸上競技片側下腿義足の選手。 IPC 世界パラ陸上競技クラス T64 （旧 T44 ）、静岡県藤枝市出身、トヨタ自動車所属、身長 177cm 、体重 68kg 。
2016年、リオ・パラリンピックの400mリレーで銅メダルを獲得。2017年、世界パラ陸上競技選手権大会400mリレー銅メダル、2014年、アジアパラ競技大会 100m 、 200m 、400mリレー金メダルの三冠等で活躍。クラス T44 の 100m 、 200m のアジア記録、日本記録を樹立、400mリレーのチームで日本記録を樹立した。

## 経歴
1991年7月26日生まれ、静岡県藤枝市出身。小学校4年生からサッカーを始めゴールキーパーをしていたが、右足にユーイング肉腫を発症し、中学校3年生の2月、右下腿膝下15cm以下を切断した。焼津中央高等学校に入学。サッカーに復帰するためのリハビリとして、スポーツの基本は走ることだと考え陸上競技部に入部した。高校1年生の夏、16歳のときに初めて競技用の義足をつけて走った。
高校3年生の時には 200m で日本記録を樹立。高校卒業後は陸上をやめることも考えていたが、山本篤や春田純に出会い、パラリンピックを目指して中京大学体育学部へと進学、陸上競技部に所属した。大学3年生の2012年、ロンドンパラリンピックに初出場、400mリレーで4位に入賞した。大学4年生の時には中京大学陸上競技部主将をつとめ、卒業後は中京大学職員に就職した。
2014年、仁川で開催されたアジアパラ競技大会では、 100m 、 200m 、400mリレーの出場3種目全てで金メダルを獲得し三冠を達成した。2016年春、トヨタ自動車に入社。9月のリオパラリンピック 100m では決勝進出はならなかったもののアジア新記録・日本新記録を出し、400mリレーでは第2走者をつとめ日本新記録で銅メダルを獲得した。2017年、世界パラ陸上競技選手権大会400mリレー銅メダル。

## 自己ベスト
| 種目                                | 記録   | 風 m/s | 年月日        | 大会                             | 備考                |
| ----------------------------------- | ------ | ------ | ------------- | -------------------------------- | ------------------- |
| 100m T44                            | 11秒77 | +0.9   | 2016年9月8日  | リオ・パラリンピック             | アジア記録 日本記録 |
| 200m T44                            | 23秒85 | +0.1   | 2013年7月20日 | IPC 陸上競技世界選手権リヨン大会 | アジア記録 日本記録 |
| 太字は2016年9月末日現在保持する記録 |        |        |               |                                  |                     |

## 主な成績

### 国際大会
| 年月                                                  | 大会                                     | 開催地                     | 結果 | 種目           | 風 m/s | 記録   | 備考   |
| ----------------------------------------------------- | ---------------------------------------- | -------------------------- | ---- | -------------- | ------ | ------ | ------ |
| 2010年12月                                            | 2010 アジアパラ競技大会                  | 中国広州市                 | 6位  | 100m T44       | +0.8   | 12秒64 | [ 10 ] |
| 2010年12月                                            | 2010 アジアパラ競技大会                  | 中国広州市                 | 1位  | 200m T44       | +0.6   | 25秒15 | AR     |
| 2010年12月                                            | 2010 アジアパラ競技大会                  | 中国広州市                 | 3位  | 4×100mR T42-46 | -      | 46秒71 | [ 10 ] |
| 2012年8月・9月                                        | 第14回パラリンピック                     | イギリス・ロンドン         | 予選 | 200m T44       | -0.1   | 24秒34 | [ 11 ] |
| 2012年8月・9月                                        | 第14回パラリンピック                     | イギリス・ロンドン         | 予選 | 400m T44       | -      | DQ     | [ 11 ] |
| 2012年8月・9月                                        | 第14回パラリンピック                     | イギリス・ロンドン         | 4位  | 4×100mR T42-46 | -      | 45秒36 | NR     |
| 2013年6月                                             | 2013 IPC 陸上競技 GP ファイナル          | イギリス・バーミンガム     | 5位  | 100m T43/44    | +1.1   | 11秒85 | [ 12 ] |
| 2013年7月                                             | 2013 IPC 陸上競技世界選手権大会          | フランス・リヨン           | 予選 | 100m T44       | +0.6   | 11秒99 | [ 13 ] |
| 2013年7月                                             | 2013 IPC 陸上競技世界選手権大会          | フランス・リヨン           | 予選 | 200m T44       | 0.1    | 23秒85 | AR NR  |
| 2013年7月                                             | 2013 IPC 陸上競技世界選手権大会          | フランス・リヨン           | 8位  | 200m T46       | -0.2   | 24秒49 | [ 13 ] |
| 2013年7月                                             | 2013 IPC 陸上競技世界選手権大会          | フランス・リヨン           | 4位  | 4×100mR T42-46 | -      | 45秒12 | NR     |
| 2014年10月                                            | 2014 アジアパラ競技大会                  | 韓国仁川                   | 予選 | 100m T44       | -0.7   | 12秒19 | GR     |
| 2014年10月                                            | 2014 アジアパラ競技大会                  | 韓国仁川                   | 1位  | 100m T44       | -0.4   | 12秒10 | GR     |
| 2014年10月                                            | 2014 アジアパラ競技大会                  | 韓国仁川                   | 予選 | 200m T44       |        | 24秒63 | GR     |
| 2014年10月                                            | 2014 アジアパラ競技大会                  | 韓国仁川                   | 1位  | 200m T44       |        | 24秒15 | GR     |
| 2014年10月                                            | 2014 アジアパラ競技大会                  | 韓国仁川                   | 1位  | 4×100mR T42-47 | -      | 45秒12 | GR     |
| 2015年10月                                            | 2015 IPC 陸上競技世界選手権大会          | カタール・ドーハ           | 予選 | 100m T44       | -2.8   | 12秒18 | [ 16 ] |
| 2015年10月                                            | 2015 IPC 陸上競技世界選手権大会          | カタール・ドーハ           | 予選 | 200m T43/44    | -0.1   | 24秒70 | [ 17 ] |
| 2015年10月                                            | 2015 IPC 陸上競技世界選手権大会          | カタール・ドーハ           | 4位  | 4×100mR T42-47 | -      | 44秒27 | [ 18 ] |
| 2016年9月                                             | 第15回パラリンピック                     | ブラジル・リオデジャネイロ | 予選 | 100m T44       | +0.9   | 11秒77 | AR NR  |
| 2016年9月                                             | 第15回パラリンピック                     | ブラジル・リオデジャネイロ | 3位  | 4×100mR T42-47 | -      | 44秒16 | NR     |
| 2017年5月                                             | セイコーゴールデングランプリ陸上2017川崎 | 神奈川県川崎市             | 4位  | 100m T44       | -2.7   | 12秒14 | [ 20 ] |
| 2017年7月                                             | 世界パラ陸上競技選手権大会               | イギリス・ロンドン         | 予選 | 100m T44       | 0.0    | 12秒17 | [ 21 ] |
| 2017年7月                                             | 世界パラ陸上競技選手権大会               | イギリス・ロンドン         | 3位  | 4×100mR T42-47 | -      | 44秒20 | [ 22 ] |
| AR エリア（アジア）記録 \| GR 大会記録 \| NR 日本記録 |                                          |                            |      |                |        |        |        |

### 国内大会
| 年月日                                                | 大会                               | 開催地       | 結果 | 種目        | 風 m/s | 記録   | 備考   |
| ----------------------------------------------------- | ---------------------------------- | ------------ | ---- | ----------- | ------ | ------ | ------ |
| 2013年                                                |                                    |              |      | 100m T44    |        | 11秒85 | NR     |
| 2016年5月3日                                          | 第32回静岡国際陸上競技大会         | 静岡県袋井市 | 4位  | 100m T44/47 | +1.6   | 11秒82 | AR NR  |
| 2016年6月26日                                         | 第100回日本陸上競技選手権大会      | 名古屋市     | 1位  | 100m T44    | +1.6   | 11秒83 | [ 25 ] |
| 2017年4月29日                                         | 第51回織田幹雄記念国際陸上競技大会 | 広島市       | 1位  | 100m T44    | +3.3   | 11秒71 | [ 26 ] |
| AR エリア（アジア）記録 \| GR 大会記録 \| NR 日本記録 |                                    |              |      |             |        |        |        |

## 受賞
- 藤枝市スポーツ栄誉顕彰（2012年）[27]
- 愛知県障害者スポーツ優秀賞（2012年、2014年、2016年）[28][29][30]
- 日本学生支援機構優秀学生顕彰スポーツ部門大賞（2013年）[31]
- ヤマハ発動機スポーツ振興財団スポーツチャレンジ助成審査委員長奨励賞（2016年）[32]
- 文部科学省パラリンピック優秀者顕彰（2016年）[33]
- 豊田市スポーツ栄誉賞（2016年）[34]
- 静岡県知事特別表彰（2016年）[35]

2017年1月、「佐藤圭太選手に対する継続的な支援。」を理由に、中京大学がスポーツ功労団体として文部科学大臣から表彰された。

## 出演

### イベント
- TEDxHamamatsu 2016（2016年）[38]

### テレビ番組
- 復興支援ソング『花は咲く〜リオデジャネイロ メダリストバージョン』（NHK総合、2017年）[39] YouTube配信
- 『PARA☆DO!〜その先の自分（ヒーロー）へ』佐藤圭太選手（陸上）（フジテレビ、2017年4月12日）[40] YouTube配信
- 『炎の体育会TV』特別編「全力応援！最強パラアスリート参戦SP」（TBS、2017年5月27日）
- 『勇気のシルシ〜パラアスリートの挑戦』「2017年7月 佐藤圭太」（TBS、2017年7月）[41]